# Bazinval
Bazinval é uma comuna francesa na região administrativa da Normandia, no departamento de Sena Marítimo. Estende-se por uma área de 7,13 km². Em 2010 a comuna tinha 425 habitantes (densidade: 59,6 hab./km²).